# Battaglia di Calicut (1503)
La battaglia di Calicut fu una battaglia navale tra 16 navi (10 nau e sei caravelle) della Quarta Armata d'India (Gama, 1502) e una flotta guidata da due Corsari barbareschi al soldo dello Zamorin di Calicut. Fu lo scontro militare più importante dei diversi verificatisi durante la spedizione di Vasco da Gama in India in quell'anno.

## Antefatto
La Seconda Armata d'India (Cabral, 1500) era rientrata in Portogallo nell'estate del 1501 in condizioni terribili, con enormi perdite di navi e uomini. I suoi obiettivi erano stati poi completamente mancanti: non era riuscita a stabilire una feitoria a Sofala, lo sbocco del commercio dell'oro dell'Impero di Monomotapa nell'Africa orientale, e, cosa più preoccupante, aveva aperto le ostilità con la città-stato di Calicut (attuale Kozhikode), il principale centro commerciale di spezie del Kerala nonché potenza dominante sulla costa del Malabar (India). Sfortunatamente, la Terza Armata d'India (Nova, 1501) era salpata prima che queste gravi notizie fossero note e pertanto era stata allestita come una semplice spedizione commerciale non attrezzata per affrontare la svolta ostile degli eventi nell'Oceano Indiano. Re Manuele I del Portogallo ordinò pertanto che fosse subito allestita la Quarta Armata d'India (Gama, 1502) quanto più possibile attrezzata per mettere in ginocchio Calicut. Tale precipuo intento vendicativo fu poi riportato da tutti cronisti: es. Castanheda.
Dopo un complesso e ad oggi ancora non ben chiaro gioco delle fazioni di corte, il comando della nuova spedizione venne affidato a Vasco da Gama, omaggiato da Re Manuele del roboante titolo di 'Almirante dos mares de Arabia, Persia, India e de todo o Oriente (it. "Ammiraglio dei mari d'Arabia, Persia, India e tutto l'Oriente"). Gama salpò da Lisbona il 10 febbraio 1502 al comando d'una flotta imponente (20 navi e 800/1800 uomini) e il 20 agosto successivo raggiunse l'isola di Anjediva (India).

## Primi scontri con Calicut
Il 29 ottobre, la Quarta Armata d'India al completo getta l'ancora nel porto di Calicut e Gama avvia i negoziati con lo Zamorin per il risarcimento dei danni arrecati ai portoghesi. Quando le trattative falliscono, l'ammiraglio sottopone la città a due giorni di bombardamento (1-2 novembre). Il 3 novembre, Calicut è a tal punto piegata dai bombardamenti che molti dei capitani della flotta sollecitano Gama ad autorizzare uno sbarco di truppe per saccheggiarla. L'ammiraglio, ancora speranzoso che lo Zamorin possa venire a patti, rifiuta la loro richiesta, credendo che un sacco non farebbe altro che aggravare le cose fino al punto di non ritorno. Così, la mattina, Gama salpa da Calicut soddisfatto della sua vendetta.
Prima di lasciare Calicut, Gama riunisce uno squadrone di cinque o sei navi da combattimento sotto Vicente Sodré e suo fratello Brás Sodré, con circa 200 soldati (principalmente balestrieri), la c.d. "Pattuglia Sodré", per porvi l'embargo. L'ammiraglio dirige a questo punto verso la città-stato di Kochi, rivale di Calicut e già apertasi con i portoghesi durante le precedenti spedizioni, ove getta l'ancora ed inizia sia a raccogliere spezie per il viaggio di ritorno sia ad avviare relazioni politiche solide con i principotti del Kerala.
Il 3 gennaio 1503, un ricco bramino si presentò a Kochi a Gama e lo convinse a riaprire i negoziati con lo Zamorin, promettendo finalmente una ricca compensazione per la feitoria distrutta. Ingolosito, Gama decide di finalizzare personalmente l'accordo ed il 5 gennaio rilevò dal cugino la grande nau Flor de la Mar, più una caravella, per riportare l'emissario dello Zamorin a Calicut e lasciò il comando della flotta a D. Luis Coutinho. Gama mossee con una scorta leggera immaginando che Vicente Sodré potesse fornirgli supporto. Invece, Sodré aveva lasciato Calicut pochi giorni prima. Dopo aver mantenuto l'embargo contro lo Zamorin giocando al gatto e al topo con i pescherecci che osavano avventurarsi fuori dal porto, s'era infilato in una trappola: quaranta parau armati di Calicut l'avevano circondato in un canale secondario; un colpo di cannone fortunato sulla nave di testa aveva spezzato l'accerchiamento, permettendo ai portoghesi di disimpegnarsi e puntare a Cannanore per ricongiungersi al resto della pattuglia.
Gama arrivò nel porto di Calicut durante l'assenza dello zio. Non vedendo traccia di Sodré, ordinò alla caravella di scorta di dirigersi verso Cannanore per trovarlo. Ancorata la Flor de la Mar nel porto, Gama cala una scialuppa per portare il bramino a riva, incontrare lo Zamorin e provvedere alla consegna del risarcimento, trattenendo i due parenti del bramino ed il Nair a bordo come ostaggi. Trascorrono tre giorni di attesa, con il bramino che fa ripetutamente la spola avanti e indietro tra la nave e la riva per riferire e consultarsi sull'andamento dei negoziati. Tutto sembra andare bene ma nelle prime ore del mattino del quarto giorno un centinaio di sambuchi e parau armati sciamano nel porto dai canali vicini e circondano rapidamente la Flor de la Mar.: le barche, 70 o 80, erano state inizialmente prese dai portoghesi come semplici pescherecci fino a che non si erano tradite affiancandosi a coppie per montare i rispettivi cannoni. Le fiancate alte della nau impediscono il tiro dell'artiglieria: i cannoni sono montati troppo in alto e i parau sono troppo vicini per un angolo di tiro! I portoghesi si difendono con balestre, archibugi e rocce. Giorni prima dell'incontro, Gama aveva catturato un grosso parau, che ora era legato alla poppa della Flor  e nel pieno del combattimento, i genieri Malabari remano fino al parau e lo riempiono di esca, trasformandolo in un brulotto che spingono verso la Flor. Gama ordina che i cavi vengano tagliati ed il parau alla deriva li mancano d'un soffio! Nel frattempo, i marinai portoghesi lavorano disperatamente al taglio della catena di ferro dell'ancora e salpano la nave. Man mano che si guadagna distanza da sambuchi e paraus, i cannoni della Flor aprono il tiro sul nemico. La nave raggiunge la foce del porto proprio mentre Sodré torna da Cannanore con tre caravelle. Vedendo che l'imboscata è sventata, le barche di Calicut tornano a sparire nei canali laterali del porto. Gama sfrutta l'occasione per disimpegnarsi, non prima d'aver ordinato agli ostaggi lasciatigli dal bramino d'impiccarsi all'albero maestro della Flor, in piena vista della città di Calicut, ed aver inviato i loro cadaveri a riva su di una zattera con un dispaccio nel quale giurava vendetta allo Zamorin.

## La battaglia navale

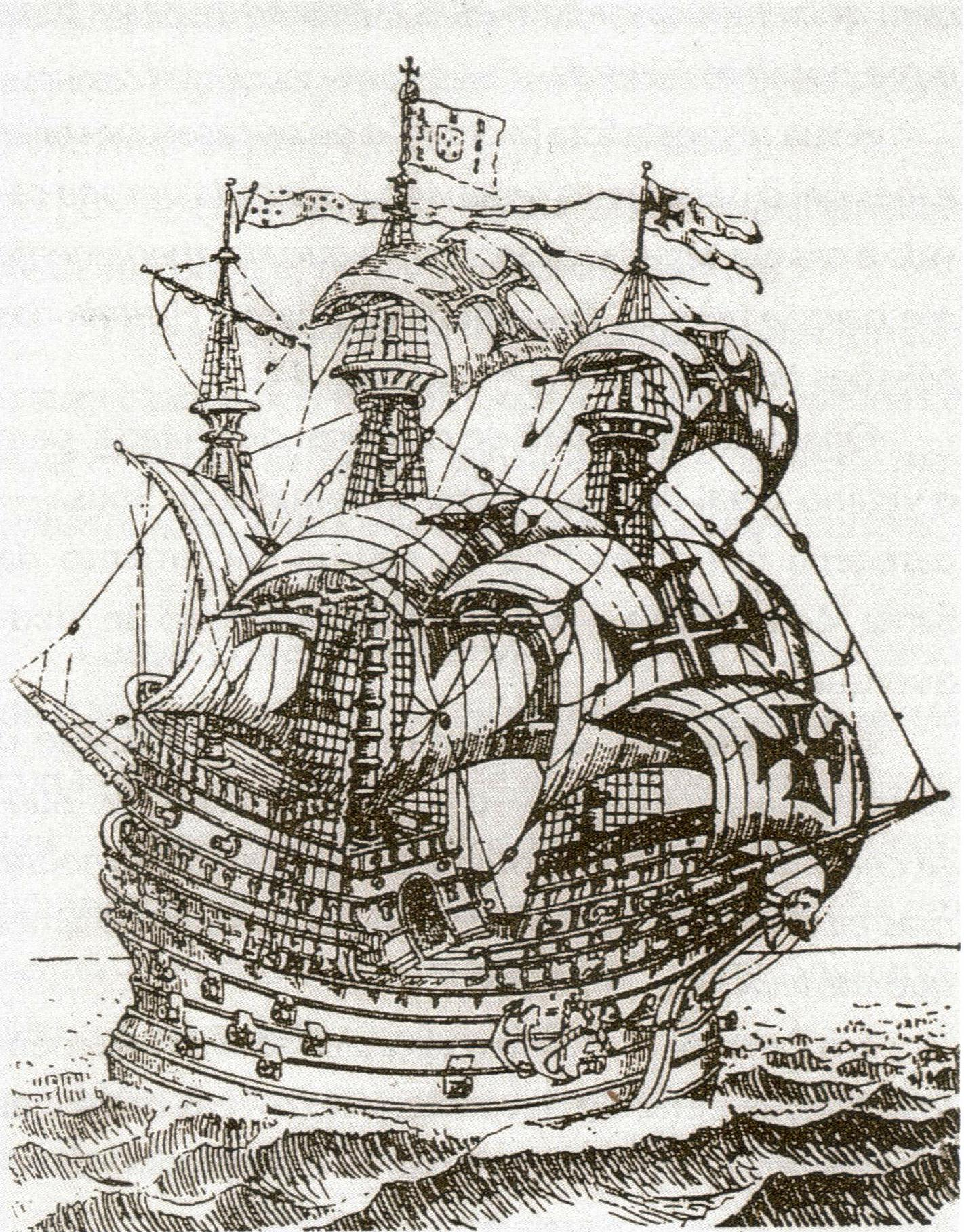
La Flor de la Mar - ill. da Roteiro de Malaca (XVI secolo).

Ricongiuntosi a Sodré, Gama torno a Kochi. Sebbene i portoghesi sapessero che lo Zamorin aveva ordinato ai suoi vassalli malabari di radunare un'armata a Calicut, Gama sembrava fiducioso che la pattuglia costiera stesse tenendo tutto sotto controllo, forse ignorando che i piccoli natanti locali potevano andare e venire indisturbati nelle Backwaters del Kerala. Per la fine del mese, il Trimumpara Raja di Kochi informò l'ammiraglio che lo Zamorin aveva assunto un corsaro arabo del Mar Rosso, 'Cojambar' (Khoja Ambar), e diverse grandi navi hanno aggirato il blocco portoghese giungendo a Calicut per unirsi alla flotta da combattimento sotto il comando dell'ammiraglio di Calicut, 'Coja Casem' (Khoja Kassein). La forza era stimata in 20 grandi navi, 40 sambuchi con cannoni (grandi dhow) e un numero innumerevole di piccoli parau a remi. Trasportano diverse migliaia d'uomini armati. Sebbene una grande flotta di Calicut avesse fallito l'anno precedente contro la III Armata di Nova, molto più piccola, lo Zamorin avrebbe potuto calcolare che l'aggiunta delle grandi navi e dei capitani più esperti avrebbe potuto far pendere l'ago della bilancia, in particolare contro le navi ormai cariche di Gama. Il Trimumpara Raja di Kochi esortò Gama a evitare lo scontro e salpare subito per il Portogallo ma l'ammiraglio, smaniando vendetta per l'agguato appena subito, non sente ragioni.
All'inizio di febbraio 1503, dopo un'ultima udienza con il Trimumpara Raja, Gama prende a bordo il suo ambasciatore alla corte di Lisbona, lascia Diogo Fernandes Correia come fattore a Kochi, imbarca il vecchio fattore Barbosa per trasferirlo a Cannanore, e salpa con una decina di navi a pieno carico. Viene raggiunto dallo squadrone di caravelle di Sodré e insieme dirigono cautamente verso Cannanore, i cannoni pronti per eventuali imboscate. Gama e Sodré individuano la flotta di Coja Casem e Cojambar vicino alla costa, fuori dal porto di Calicut. In uno dei primi casi registrati di linea di battaglia navale, le nau e le caravelle di Gama si schierano in linea da un capo all'altro, concentrando tutta la loro potenza di fuoco contro le venti grandi navi arabe di Cojambar, affondandone un certo numero e danneggiando le altre prima che possano organizzarsi. Coja Casem procede comunque con i suoi sambuchi, sperando di usarne la velocità per superare i cannoni delle nau cariche ed abbordarle. Gama invia però loro incontro le caravelle di Sodré, mentre le nau ripiegano su Cannanore. Sebbene le caravelle siano in inferiorità numerica, non è una grande battaglia. La lotta è sostanzialmente finita quando Pero Rafael e Gil Matoso abbordano e catturano l'ammiraglia di Coja Casem (stranamente, trovata con molte donne e bambini a bordo). La flotta di Calicut si disperde e torna di corsa in porto. Le caravelle inseguitrici catturano un certo numero di sambuchi che rimorchiano ed incendiano davanti a Calicut. L'imboscata preparata da tempo è stata sventata. Sfuggito il pericolo, le caravelle si dirigono verso Cannanore per ricongiungersi alla flotta principale.

## Conseguenze
La battaglia navale di Calicut, come la battaglia navale di Cannanore dell'anno precedente, dimostrò ancora una volta l'importanza fondamentale della superiorità tecnica delle navi portoghesi e della loro artiglieria (vedasi Sviluppo marittimo iberico (1400-1600)). Dimostrò però anche ai portoghesi che lo Zamorin di Calicut non era così facile da intimidire come s'aspettavano. Nonostante le azioni belliche, i bombardamenti e l'embargo, lo Zamorin si rifiutò fermamente di capitolare alle condizioni di Vasco da Gama. Al contrario, l'ingaggio d'una flotta corsara araba dimostrò l'intraprendenza e la volontà di continuare a combattere a lungo ed in modo strutturato contro i portoghesi. Il ricorso a Cojambar dimostrava infatti che lo Zamorin intendeva coinvolgere altri potentati dell'Oceano Indiano per colmare il divario tecnico tra le forze indiane e i lusitani. Era solo questione di tempo perché Calicut mettesse le mani sulla tecnologia araba o, meglio ancora, turca e veneziana.
Il lascito della battaglia di Calicut a Vasco da Gama fu certo l'estemporaneità della presenza lusitana in India: necessitavano più risorse di quelle che aveva per mettere in ginocchio lo Zamorin e assicurarsi l'accesso continuo ai mercati delle spezie. Questo era il messaggio che avrebbe riportato a Lisbona. Nel frattempo, la sua priorità era di fare tutto il possibile per mantenere l'avamposto portoghese in India, per proteggere le feitoria e gli alleati indiani (Kochi e Cannanore) dall'inevitabile vendetta dello Zamorin nel momento in cui l'Armada fosse ripartita.

### Bibliografiche
1. ↑  (EN) history.com,  https://www.history.com/this-day-in-history/vasco-da-gama-reaches-india.
2. ↑  Castanheda, p 130.
3. ↑  Barros, p. 24.
4. ↑  Correia, p. 269.
5. ↑  Barros, p. 268.
6. ↑  Lopes, pp. 190-192.
7. ↑  Barros, p. 53.
8. ↑  Barros, p. 67.
9. ↑  Barros, p. 68.
10. ↑  Barros, p. 71.
11. ↑  Lopes, pp. 202-203.
12. ↑  Lopes, p. 204.

### Fonti
- (PT) João de Barros, Décadas da Ásia: Dos feitos, que os Portuguezes fizeram no descubrimento, e conquista, dos mares, e terras do Oriente, 1552-1559.
- (PT) Fernão Lopes de Castanheda, História do descobrimento e conquista da Índia pelos portugueses, 1833  [1551-1560].
- (PT) Gaspar Correia, Lendas da Índia, Lisbona, Academia Real das Sciencias, 1858-64  [1550].
- Thomé Lopes, Navigatione verso l'Indie orientali scritta per Thomé Lopez, scrivano de una nave Portoghesa, in Giovanni Battista Ramusio (a cura di), Primo volume delle navigationi et viaggi nel qua si contine la descrittione dell'Africa, et del paese del Prete Ianni, on varii viaggi, dal mar Rosso a Calicut,& infin all'isole Molucche, dove nascono le Spetierie et la navigatione attorno il mondo, Venezia, 1550. trad. in (PT) Thomé Lopes, Navegação as Indias Orientaes, escrita em Portuguez por Thomé Lopes, traduzida da lingua Portugueza para a Italiana, e novamente do Italiano para o Portuguez, in Collecção de noticias para a historia e geografia das nações ultramarinas: que vivem nos dominios portuguezes, ou lhes são visinhas, vol. 2, Lisbona, Academia Real das Sciencias, 1812.

### Studi
- (PT) Castello-Branco TMS de, Na Rota da Pimenta, Lisbona, Presenza, 2006.
- (PT) Danvers FC, The Portuguese in India, being a history of the rise and decline of their eastern empire, Londra, Allen, 1894.
- (PT) Godinho VM, Os Descobrimentos ea economia mundial, 2ª ed., Lisbona, Presença Editoriale, 1984  [1963].
- (EN) Lach DF, Asia in the Making of Europe: Vol. 1 – the century of discovery, University of Chicago Press, 1994  [1963].
- (EN) Logan W, Malabar Manual, rist., Nuova Delhi, Asian Education Services, 2004  [1887].
- (EN) Mathew KS, Indian Naval Encounters with the Portuguese: Strengths and weaknesses, in Kurup (a cura di), India's Naval Traditions, Nuova Delhi, Northern Book Centre, 1997.
- (PT) Pedroso SJ, Resumo historico ácerca da antiga India Portugueza, Lisbona, Castro Irmão, 1881.
- (PT) Quintella IdC, Annaes da Marinha Portugueza, vol. 2, Lisbona, Academia Real das Sciencias, 1839–40.
- (EN) Subrahmanyam S, The Career and Legend of Vasco da Gama, Cambridge University Press, 1997.
- (EN) Whiteway RS, The Rise of Portuguese Power in India, 1497-1550, Westminster, Constable, 1899.